# Torrent de Fondenills
El torrent de Fondenills o 'Gran d'en Fotjà, és un curs d'aigua de la serra de Collserola, al barri d'Horta de Barcelona. En el seu recorregut rep altres noms: de cal Notari, de Morach i de can Cortada.

## Descripció

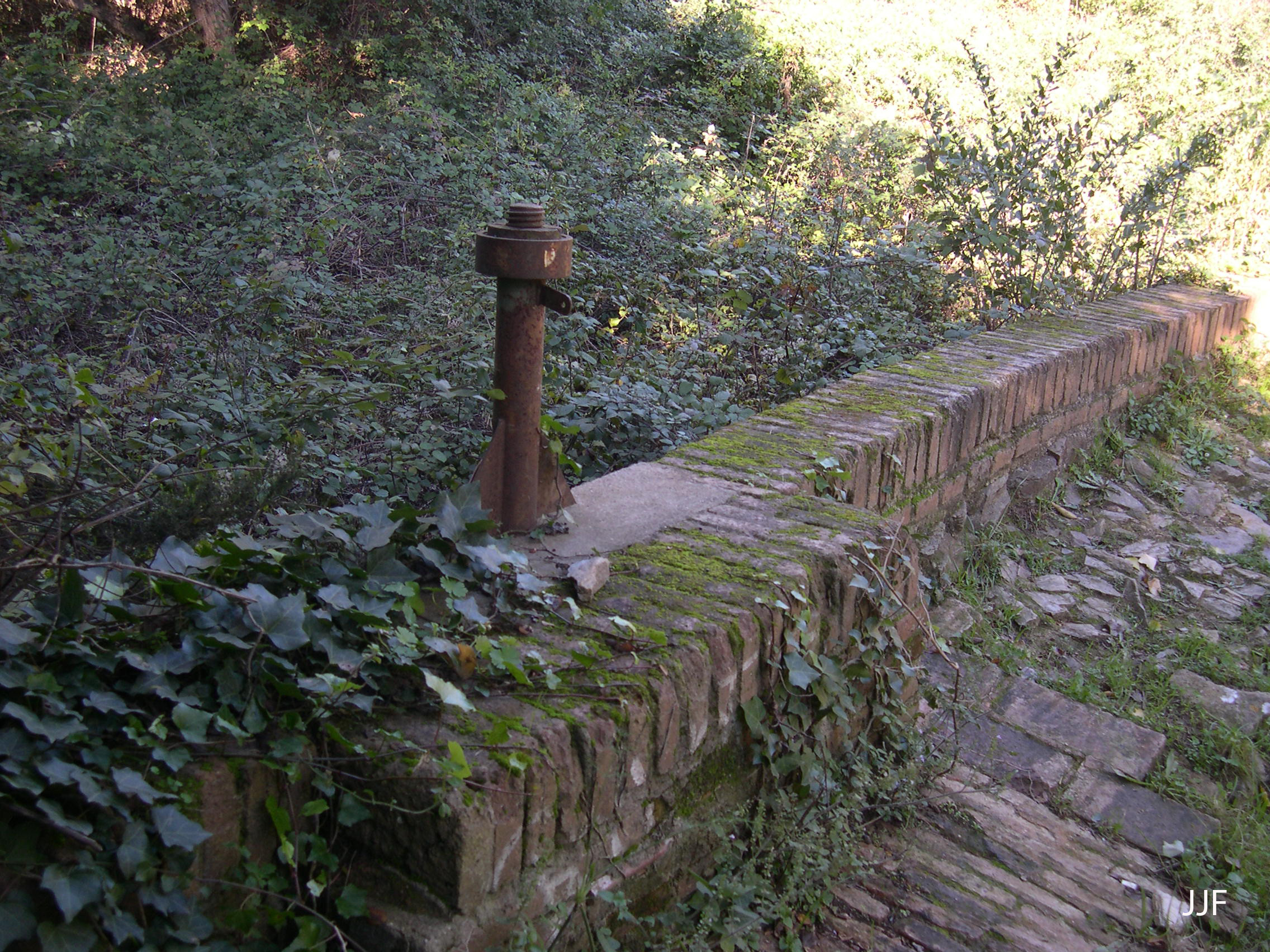
Presa al torrent de Fondenills

Neix prop de la carretera d'Horta a Cerdanyola (BV-1415), sota el Portell de Valldaura. A la part alta hi ha les fonts de la Poca Aigua i de la Marquesa. Per l'esquerra recull els torrents d'en Fotjà, o de Gras, i el de Vallhonesta. Abans d'arribar al Centre Educatiu de Justícia Can Llupià, hi ha les restes d'una presa, construïda el 1859, que recollia l'aigua de pluja per canalitzar-la cap al Parc del Laberint d'Horta. Passa pel barri de la Font del Gos, coincidint amb el carrer del torrent de Cal Notari. Aquí hi ha el col·lector que recull l'aigua de pluja cap al clavegueram. Després de creuar la Ronda de Dalt, el torrent canviava el nom pel de can Cortada en arribar a les terres d'aquesta antiga masia, per després trobar-se per la dreta amb el torrent dels Garrofers de can Travi, i més avall amb la riera d'en Marcel·lí i el torrent de la Clota, per a formar la riera d'Horta.